# Château de Lascoux
Pour les articles homonymes, voir Lascoux.
Le château de Lascoux, ou château de Celles, est un château français implanté sur la commune de Celles dans le département de la Dordogne, en région Nouvelle-Aquitaine.

## Localisation
Le château de Lascoux, ou château de Celles, se situe en Ribéracois, au cœur du village de Celles, juste au sud de l'église Saint-Pierre.

## Historique
Appartenant initialement aux Montardy, le château de Lascoux remonte au XIVe siècle. Il passe ensuite à la famille de Pontbriand qui le rebâtit au XVIe siècle. En 1593, il accueille une conférence entre catholiques et huguenots.
Les Foucauld en deviennent propriétaires aux XVIIe et XVIIIe siècles puis au siècle suivant, il passe à la famille du Lau d'Allemans. Il a fait l'objet de nombreuses modifications et restaurations, particulièrement au XXe siècle, ne conservant que très peu d'éléments du XVIe siècle.

## Personnalités liées
En 1751 naît au château Armand de Foucauld de Pontbriand, futur vicaire général de l'archevêque d'Arles, Jean Marie du Lau d'Allemans, avec qui il connaîtra une fin tragique à la prison des Carmes en septembre 1792.

## Galerie de photos

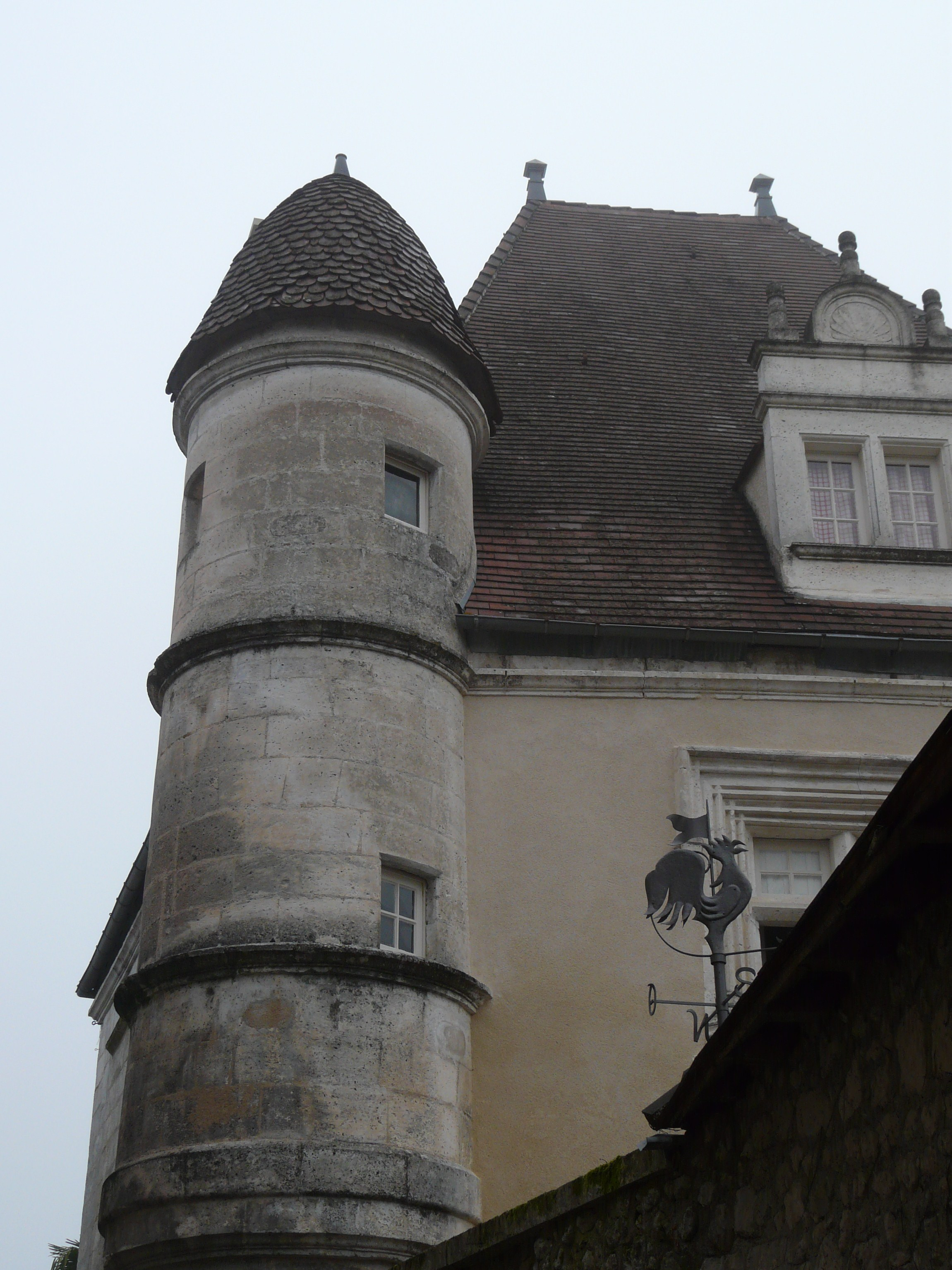
Tourelle sur rue.
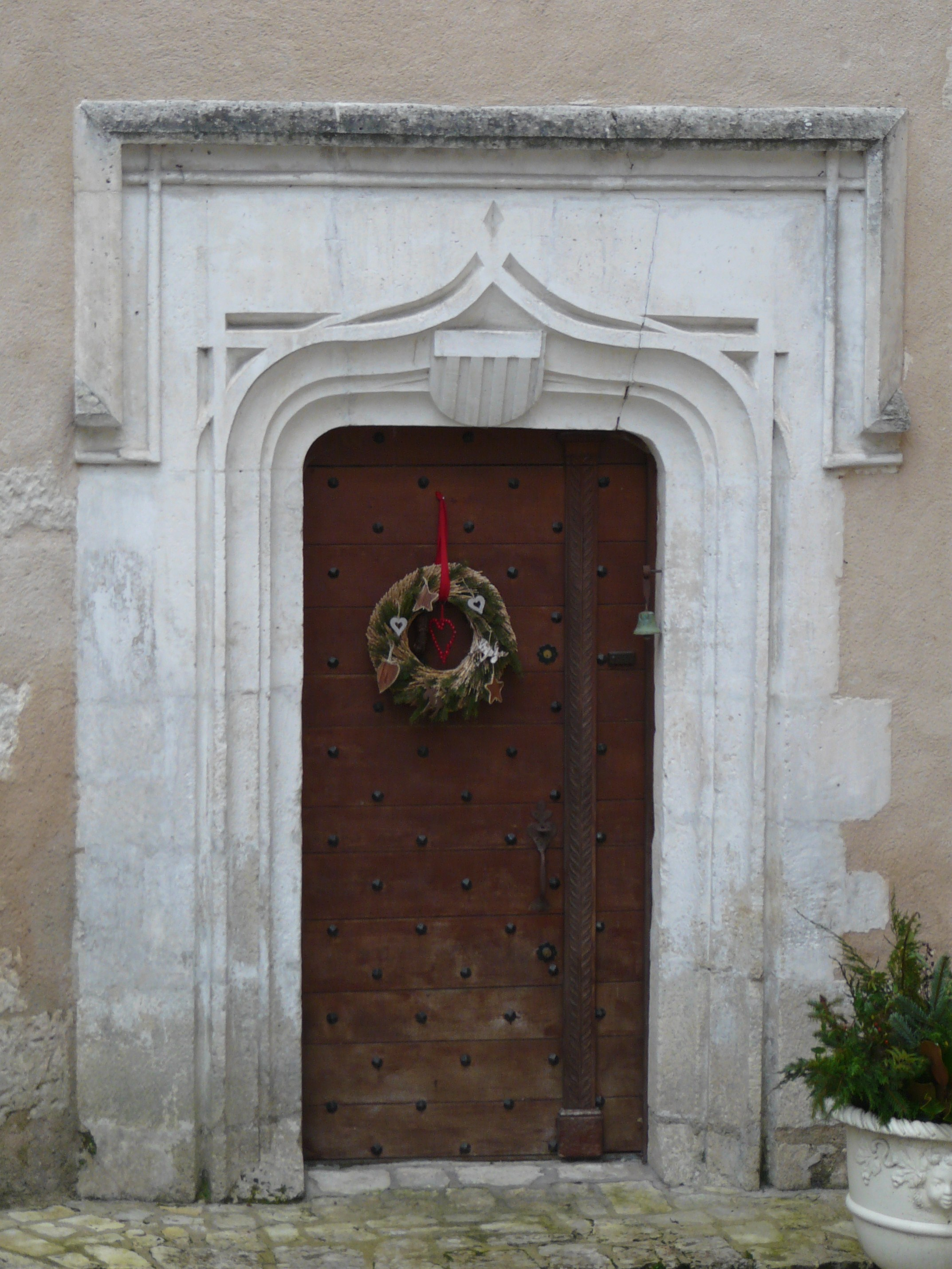
Porte au nord-ouest.
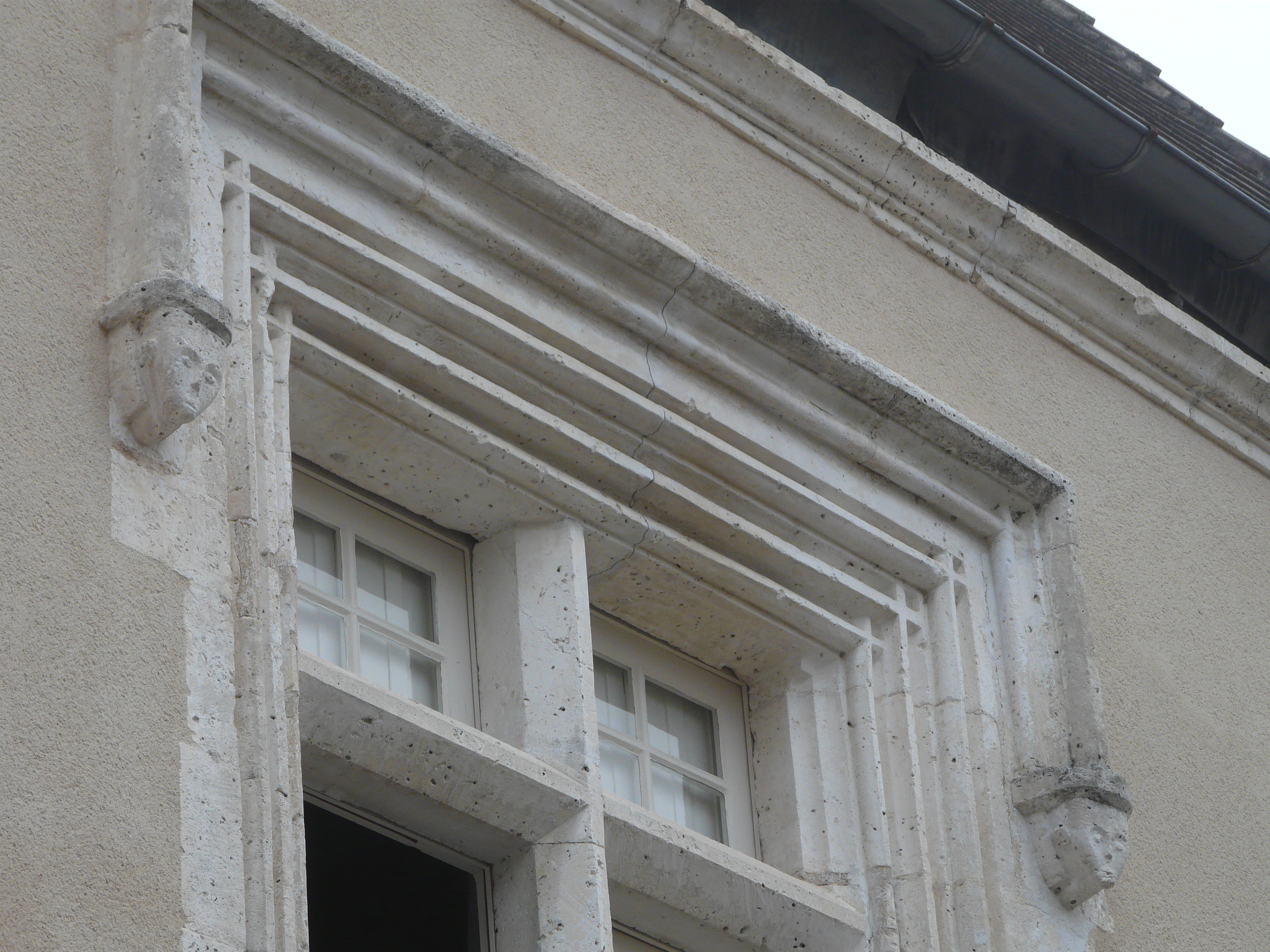
Sculptures ornant une fenêtre à meneaux.
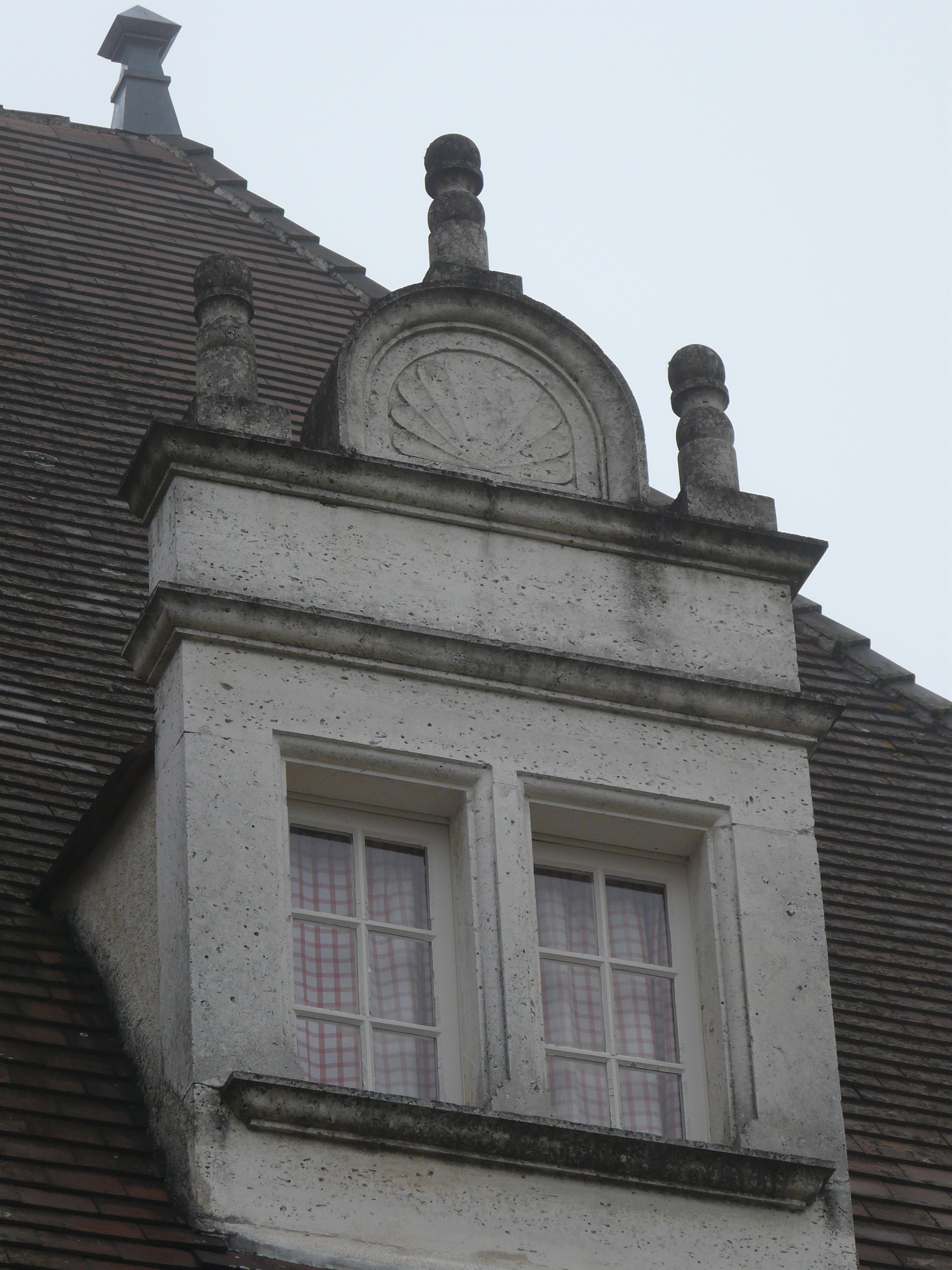
Une lucarne.